# Московский поэтический клуб
Московский поэтический клуб при фонде поддержки современного искусства Stella Art Foundation — явление современной литературной и культурной жизни России.

## История и идеология
Московский поэтический клуб был основан в 2007 г. при фонде Stella Art Foundation Александром Рытовым, Евгением Никитиным, Кириллом Ковальджи и Марком Шатуновским. В развитии клуба приняли активное участие Юрий Арабов и Евгений Бунимович.
Форматы работы клуба — заседания, предполагающие свободное общение и обсуждение как отдельных текстов, так и актуальных проблем литературы и искусства в целом, и мультимедийные перформансы на пересечении искусства, музыки и поэзии.
Клуб не является литературным объединением в традиционном смысле этого слова; на заседаниях обсуждаются подборки и тексты уже состоявшихся авторов, цели обсуждения — не научить автора, а на примере конкретных текстов порассуждать о проблемах современной поэзии и искусства в целом. Художественная ориентация фонда Stella Art Foundation предопределила тесный контакт поэзии и визуального искусства — живописи, графики, инсталляции.
Постоянные участники клуба — поэты круга Кирилла Ковальджи, группа поэтов-метаметафористов, членов легендарного клуба «Поэзия», а также ряд молодых поэтов новой волны. С самого основания клуб стал международной организацией: в его работе участвовали российские, греческие, кипрские, австрийские, американские, итальянские авторы.

## Мероприятия клуба
Хроника заседаний и видеоматериалы клуба доступны на сайте Stella Art Foundation.
В разное время в стенах клуба выступали Лев Рубинштейн, Александр Ерёменко, Евгений Бунимович, Андрей Тавров, Владимир Аристов, Марк Шатуновский, Юрий Арабов, Игорь Караулов, Алексей Королев и другие современные поэты.
Наиболее «прозвучавшие» мероприятия клуба в 2007—2009 г.:
- 16 мая 2008 г. — американский поэт и переводчик Джон Хай выступил со стихотворениями и прочитал доклад о переводах Нины Искренко и Осипа Мандельштама.
- Сентябрь 2008 г. — участие в 8-м Фестивале визуальных искусств Action Field Kodra’08 (Салоники, Греция).
- 12 декабря 2008 г. — выступление Всеволода Емелина и Андрея Родионова «Бренды и тренды в современной поэзии». В дискуссии принимали участие Марк Шатуновский, Евгений Бунимович, Татьяна Щербина, Сергей Строкань, Владимир Аристов, Евгения Вежлян и др.
- 18 февраля 2009 г. — Презентация проекта «Art-con-text». Мультимедийный перформанс поэта Игоря Вишневецкого, художника Александра Джикии и солистов ансамбля «XX век», в котором был осуществлен синтез поэзии, музыки и современного искусства. Во время презентации проходила также выставка работ Олега Кулика, Ольги Чернышевой, Арсена Савадова и Стаса Полнарева, использованных в книгах серии «Art-con-Text»
- 18 мая и 26 мая 2009 г. — музыкально-поэтический перформанс Александра Джикии и выставка его работ «Стихиатрия»
- 3-7 июня 2009 г. — участие в 53-й Венецианской Биеннале. Впервые в истории этой крупнейшей выставки современного искусства был осуществлен международный поэтический проект.

## Выступление на 53-й Венецианской Биеннале
С 3 по 7 июня Московский поэтический клуб представил перформансы, курируемые Даниелем Бирнбаумом и Евгением Бунимовичем (координаторы — Александр Рытов и Евгений Никитин), с участием русских, европейских и американских поэтов и художников.
Во время выступлений поэтов художники Александр Джикия, Аня Желудь, Катя Марголис создали графические произведения, в режиме реального времени иллюстрируя стихи читающих поэтов.
Участники поэтического проекта в Венеции:
Поэты: Василис Аманатидис (Греция), Евгений Бунимович (Россия), Альфред Губран (Австрия), Риккардо Хелд (Италия), Джон Хай (США), Игорь Караулов (Россия), Андреа Либин (США), Вадим Месяц (Россия), Алессандро Ниеро (Италия), Дафни Никита (Кипр), Евгений Никитин (Россия), Массимо Риццанте / Филипп Моор (Италия), Андрей Родионов (Россия), Александр Рытов (Россия), Лев Рубинштейн (Россия), Анна Русс (Россия), Марк Шатуновский (Россия), Андрей Тавров (Россия), Игорь Вишневецкий (Россия), Светлана Захарова (Бельгия), Джон Францис (Италия), Лаура Вогеро Луццато (Италия).
Художники: Игорь Макаревич (Россия), Александр Джикия (Россия), Елена Елагина (Россия), Аня Желудь (Россия), Иоаннис Эпаминондас (Кипр), Катя Марголис (Италия), Гиула Хаджигеоргиу (Кипр)
Кураторы: Даниэль Бирнбаум (Швеция; Германия), Евгений Бунимович (Россия)
Координаторы: Александр Рытов (Россия), Евгений Никитин (Россия), Кристос Саввидис (Греция), Лидия Хаджиякову (Греция)
Логотип проекта — изображение Уробороса и специальную инсталляцию — печь — создали Игорь Макаревич и Елена Елагина.
Художница Гиула Хаджигеоргиу и архитектор Иоаннис Эпаминондас спроектировали раскладывающуюся деревянную платформу, на которой поэты и художники представили свои работы и перформансы.
Из отзывов в прессе:

I don’t think we want to turn the Venice Biennale into a poetry slam or a performance festival, but we do have a lot of things that will happen outside of the normal situation: a big parade by Arto Lindsay; a huge number of readings by the Moscow Poetry Club; and two or three evenings with Cerith Wyn Evans in a theater. So there are lots of things that are not installed on a wall or in a space.
The Wall Street Journal, из интервью Даниэля Бирнбаума

Кроме того, фонд Stella Art поддерживает «Московский поэтический клуб», который курируют Даниель Бирнбаум, отвечающий за основную концепцию 53-й биеннале, и Евгений Бунимович. В течение нескольких дней, каждый из которых имеет своё тематическое название — «Хлеб», «Воздух», «Вода» и «Земля», поэты совместно с художниками в интерактивном режиме представят посетителям биеннале свои перформансы.
РИА Новости, Светлана Янкина

В Венеции, в рамках очередной, 53-й Венецианской биеннале, читали стихи. Впервые за стослишнимлетнюю историю этого всемирного слета актуальных художников. <…> Публика, среди которой, конечно, понимающих русский было не так уж много, реагировала на энергию и, конечно, музыку, часто — дисгармоничную. Поскольку читали несколько дней подряд, было видно, как публика сходится к чтению, например, Льва Рубинштейна или Родионова… Впрочем, о смыслах можно было судить по изданным переводам: здесь же можно было полистать книжку, где от каждого было по стихотворению, на родном языке и в переводе на английский. В этой книжке среди русских, греческих, немецких и итальянских были стихи Парщикова и Некрасова. Они должны были приехать в Венецию, но — не дожили. Остались слова, в которых хлеб — это хлеб, а вода — вода.
Григорий Заславский, Ex Libris

## Постоянные участники и кураторы клуба
- Александр Рытов — директор фонда Stella Art Foundation
- Евгений Никитин — куратор проекта «Поэтический клуб»
- Кирилл Ковальджи — председатель клуба

Постоянные участники:
- Юрий Арабов
- Владимир Аристов
- Евгений Бунимович
- Игорь Вишневецкий
- Евгения Воробьева (Вежлян)
- Александр Давыдов
- Игорь Караулов
- Алексей Королев
- Елена Лапшина
- Вадим Месяц
- Андрей Родионов
- Александр Самарцев
- Сергей Строкань
- Андрей Тавров
- Марк Шатуновский

Иностранные участники:
- Василис Аманатидис (Греция)
- Альфред Губран (Австрия)
- Джон Хай (США)